# Новое Перепечино
Новое Перепечино — деревня в Петушинском районе Владимирской области России, входит в состав Нагорного сельского поселения.

## География
Деревня расположена на берегу реки Клязьма в 7 км на юго-восток от города Покров и в 13 км на юго-запад от райцентра города Петушки.

## История
В конце XIX — начале XX века деревня входила в состав Покров-Слободской волости Покровского уезда, с 1921 года — в составе Покровской волости Орехово-Зуевского уезда Московской губернии. В 1905 году в деревне числилось 14 дворов, в 1926 году — 15 дворов.
С 1929 года деревня входила в состав Перепечинского сельсовета Орехово-Зуевского района Московской области, с 1939 года — в составе Слободского сельсовета, с 1944 года — в составе Петушинского района Владимирской области, с 1945 года — в составе Покровского района, с 1954 года — в составе Ивановского сельсовета, с 1960 года в составе Петушинского района, с 1967 года — в составе Нагорного сельсовета, с 2005 года — в составе Нагорного сельского поселения.

## Население
| 1905 | 1926 | 2002 | 2010 | 2021 |
| ---- | ---- | ---- | ---- | ---- |
| 82   | ↘46  | ↘4   | ↘0   | →0   |